# Sporting Clube de Portugal 1989-1990
Questa voce raccoglie le informazioni riguardanti lo Sporting Clube de Portugal nelle competizioni ufficiali della stagione 1989-1990.

## Stagione
Nella stagione 1989-1990 lo Sporting concluse il campionato al terzo posto, a tredici lunghezze del Porto campione. In Taça de Portugal i Leões persero all'esordio ai trentaduesimi di finale contro il Marítimo e costò la panchina a Manuel José. Stessa sorte toccò in Europa per la squadra di Lisbona, che fu eliminata ai rigori contro gli italiani del Napoli.

## Rosa
| N. |                       | Ruolo | Calciatore        |
| -- | --------------------- | ----- | ----------------- |
|    | Croazia (bandiera)    | P     | Tomislav Ivković  |
|    | Portogallo (bandiera) | P     | Jorge Vital       |
| -  | Brasile (bandiera)    | D     | João Luís Barbosa |
|    | Portogallo (bandiera) | D     | Marinho           |
|    | Portogallo (bandiera) | D     | Paulo Torres      |
|    | Brasile (bandiera)    | D     | Luizinho          |
|    | Portogallo (bandiera) | D     | José Leal         |
|    | Portogallo (bandiera) | D     | Miguel Marques    |
|    | Portogallo (bandiera) | D     | Pedro Venâncio    |
|    | Portogallo (bandiera) | C     | Waltinho          |

| N. |                       | Ruolo | Calciatore        |
| -- | --------------------- | ----- | ----------------- |
|    | Portogallo (bandiera) | C     | Oceano            |
|    | Brasile (bandiera)    | C     | Paulo Silas       |
|    | Portogallo (bandiera) | C     | Carlos Xavier     |
|    | Portogallo (bandiera) | C     | Litos             |
|    | Brasile (bandiera)    | C     | Douglas           |
|    | Portogallo (bandiera) | C     | Filipe Ramos      |
| -  | Brasile (bandiera)    | A     | Paulinho Cascavel |
| -  | Brasile (bandiera)    | A     | Marlon Brandão    |
|    | Portogallo (bandiera) | A     | Jorge Cadete      |
|    | Portogallo (bandiera) | A     | Fernando Gomes    |

## Statistiche

### Statistiche di squadra
| Competizione     | Punti | Totale | Totale | Totale | Totale | Totale | Totale | DR  |
| Competizione     | Punti | G      | V      | N      | P      | Gf     | Gs     | DR  |
| ---------------- | ----- | ------ | ------ | ------ | ------ | ------ | ------ | --- |
| Primeira Divisão | 46    | 34     | 17     | 12     | 5      | 42     | 24     | +18 |
| Taça de Portugal | -     | 1      | 0      | 0      | 1      | 1      | 2      | -1  |
| Coppa UEFA       | -     | 2      | 0      | 2      | 0      | 0      | 0      | 0   |
| Totale           | -     | 37     | 17     | 14     | 6      | 43     | 26     | +17 |